# Robby & Kerobby
Robby & Kerobby (ロビーとケロビー, robii to kerobii) est une série anime originale pour enfants, créée par le studio aniplex, diffusée au Japon d'avril 2007 à mars 2008 sur la chaine TV Tōkyō.
L'un des personnages, Athena, est d'abord doublée par la chanteuse Nozomi Tsuji, ex-Morning Musume, qui interprète sous le nom Athena le premier générique de la série, une reprise du titre Koko ni Iruzee! de son ex-groupe. Mais à la suite de l'annonce surprise de sa grossesse, elle est brusquement remplacée en mai 2007 par son ex-collègue des Morning Musume Risa Niigaki, qui reprend le rôle à partir de l'épisode 16. La chanson de Tsuji est remplacée par une autre du groupe Cute, puis par deux autres du groupe temporaire Athena & Robikerottsu, créé pour la série et mené par Risa Niigaki.

## Seiyu
- Miyako Ito : Kerobby
- Satsuki Yukino : Robby
- Chafurin : Desdar
- Nozomi Tsuji : Athena (épisodes 4-13)
- Risa Niigaki : Athena (épisodes 16-52)
- Tomoko Kaneda : Pot-chan
- Yuko Mizutani : Dobin-chan

### Génériques
Thèmes d'ouverture
1. Episodes 01 à 13 : Koko ni Iruzee!, par Athena (Nozomi Tsuji)
2. Episodes 14 à 27 : Meguru Koi no Kisetsu, par Cute
3. Episodes 28 à 39 : Shōri no Big Wave!!!, par Athena & Robikerottsu
4. Episodes 40 à 52 : Seishun! Love Lunch, par Athena & Robikerottsu